# Бурдон, Люк
Джозеф Люк Бурдон (англ. Luc Bourdon; 16 февраля 1987 Шипиган, Нью-Брансуик, Канада — 29 мая 2008 Ламек, Нью-Брансуик, Канада) — канадский хоккеист, защитник. В 2006—2008 годах выступал за клуб НХЛ «Ванкувер Кэнакс». После того как Бурдон перенёс детский артрит, в 2003 году его выбрали под 3-м номером драфта в главную юниорскую хоккейную лигу Квебека. Люк провёл там четыре сезона, выступая за «Валь-д'Ор Форёрс», «Монктон Уайлдкэтс» и «Кейп Бретон Скриминг Иглз». На драфте 2005 года Ванкувер выбрал его в 1-м раунде под 10-м номером. Бурдон стал играть параллельно и за «Кэнакс», и за их фарм-клуб в АХЛ «Манитоба Мус». Выступал на трёх международных турнирах за сборную Канады, где выиграл 2 золотых медали молодёжного чемпионата мира и серебряную медаль чемпионат мира среди юниоров.
Бурдон погиб в 21 год после столкновения на своём мотоцикле с тягачом с прицепом.

## Ранние годы
Люк родился 16 февраля 1987 и был единственным ребёнком в семье. Он вместе со своей матерью Сюзанной Баунчер жил во франко-говорящем сообществе Шипиган, провинции Нью-Браунсуик, Канады. В 9 лет ему диагностировали детский артрит, который предполагал, то что Люку придётся передвигаться на инвалидной коляске, но он переборол заболевание. Подростком он посещал среднюю школу Мари-Эстер и был отличником. Так как он жил в рыбацком городке, то летом он работал на дядиной лодке по ловле крабов.
В качестве юниора, Бурдон играл на Квебекских международных хоккейных турнирах в 1999, 2000 и 2001 годах с младшей хоккейной командой «Пининсул Акадиен Линкс». В 15-16 лет он играл в младшей команде «Мёрамичи Ривэрмэн». В 16 лет он был выбран под 3-м номером на драфте главной юниорской лиги Квебека и уехал из дома, но возвращался в межсезонье, чтобы жить со своей матерью. После подписания своего первого контракта Люк сделал анонимное пожертвование в размере 10,000 C$ местной ассоциации младших хоккейных команд, чтобы помочь семьям, которые не могли позволить себе экипировку. Его пожертвование было раскрыто сразу после смерти хоккеиста его бывшим хоккейным тренером Жилем Кормье, который руководил местной ареной на тот момент.

## Карьера

### Клубная
Бурдон присоединился к команде «Валь-д'Ор Форёрс» в сезоне 2003/04, набрав 8 очков в 64 играх регулярного чемпионата и забив 1 гол в 7 играх плей-офф. В сезоне 2004/2005 он набрал за «Форёрс» 32 очка (13+19) и поучаствовал в игре лучших проспектов CNL, выставочном матче для игроков, имеющих право на драфт. В июне 2005 года Люк был выбран под 10-м номером командой «Ванкувер Кэнакс» на драфте 2005 года. Бурдон был отмечен как защитник, способный играть в атаке, с сильным броском и хорошим катанием. Он стал вторым хоккеистом из Шипигана задрафтованным в НХЛ (первым был вратарь Яник Деграс, задрафтованный командой «Филадельфия Флайерз» в 1991 году).
Люка пригласили в тренировочный лагерь «Кэнакс», и он почти попал в команду в 18-летнем возрасте, но всё-таки ему пришлось вернуться в юниорскую лигу для дальнейшего развития. Сезон 2005 Бурдон начал за «Форёрс», набрав 20 очков в 20 играх, но позже его обменяли в команду «Монктон Уайлдкэтс», которая проводила Мемориальный кубок 2006. В обмен за защитника «Уайлдкэтс» отправили в «Валь-д’Ор» Яна Матье-Жирара, Жана-Себастьена Адама и предоставили «Форёкс» выбор в четвёртом и в первом раундах в 2008 году. Вскоре после обмена Бурдон повредил лодыжку, получив перелом малоберцовой кости, высокие и низкие растяжения и разрыв связок второй степени. Хотя он присоединился к «Уайдкэтс» в плей-офф, врачи сказали ему, что для полного восстановления потребуется два года. Защитник смог полностью восстановиться через год, но иногда у него плохо получалось поворачиваться и кататься спиной. Поучаствовав в Мемориальном кубке, он дошел до финала Канадской хоккейной лиги с «Уайлдкэтс», которые проиграли «Квебек Ремпартс» со счетом 6:2. После подписания трёхлетнего контракта с «Кэнакс» на сумму в 850,000$ в год 4 мая 2006 года, Бурдон заработал место в стартовом составе команды в сезоне 2006/07. Люк дебютировал в НХЛ 10 октября 2006 года в игре против «Миннесоты Уайлд», но после того как он отыграл 9 матчей, не совершив ни одного результативного действия, его снова отправили в юниорскую лигу для совершенствования своей игры. 8 января 2007 года «Монктон Уайлдкэтс» обменяли защитника в «Кейп Бретон Скриминг Иглз», получив Марка Барберио и право выбора в первом раунде драфта юниорской лиги. В «Скриминг Иглз» Люк проиграл в четвертьфинале своей бывшей команде «Валь-д’Ор Форёрс». Бурдон завершил сезоне 2006/2007, заработав 20 очков в 36 играх. После окончания сезона юниорской лиги, «Кэнакс» отправили защитника в фарм-клуб «Манитоба Мус», чтобы он сыграл за них 5 игр. «Мус» находились в середине плей-офф АХЛ. За эти пять игр Люк не набрал ни одного очка. Если считать его участие со сборной в молодёжном чемпионате мира, Бурдон в сезоне 2006/07 сыграл за 5 разных команд.
Первоначально не сумев попасть в стартовый состав «Кэнакс» после тренировочного лагеря, Бурдон начал сезон 2007/08 с «Манитобой Мус», однако из-за серии травм среди защитников «Кэнакс» в течение сезона Бурдона несколько раз вызывали в основную команду. Люк забил свой первый гол 16 ноября 2007 года в ворота вратаря Никласа Бэкстрема в игре против «Миннесоты Уайлд», которая завершилась победой «Ванкувера» со счетом 6:2. Бурдон закончил сезон в составе «Кэнакс» и был отправлен обратно в «Манитобу Мус» для участия в плей-офф АХЛ. Защитник сыграл за «Мус» в том плей-офф шесть игр. В сезоне он сыграл в 27 играх за «Кэнакс», забив ещё один гол, а также набрав 14 очков в 41 игре за «Мус».
Бурдон, молодой и многообещающий защитник, регулярно фигурировал в слухах об обмене на форварда для усиления линии атаки «Кэнакс». Самым невероятным, было предположение, что он станет частью обмена на нападающего «Тампы-Бэй Лайтнинг» Брэда Ричардса. Хотя у Бурдона был мощный бросок, он недостаточно ответственно играл в защите, чтобы получить постоянное место в составе. Он начал улучшать свои навыки и проявлять некоторую зрелость, когда «Кэнакс» стали больше использовали его в сезоне 2007/08.

### В сборной
Бурдон дебютировал за сборную Канады на чемпионат мира среди юниоров в 2005 году в Чехии. Люк сделал одну передачу и получил серебряную медаль чемпионата.
Защитник участвовал в молодёжном чемпионате мира 2006 года в Канаде. Он был назван лучшим игроком матча предварительного раунда против Норвегии (4:0 в пользу Канады) после того, как забил гол и сделал результативную передачу. Бурдон завершил турнир, лидируя среди всех защитников по результативности, набрав шесть очков в шести играх и был включён в символическую сборную турнира. Выиграв золото, Бурдон приехал в Шиппаган и показывал свою медаль на местной арене перед толпами болельщиков.
Люк принял участие и на следующем молодёжном чемпионате в Швеции. В игре предварительного раунда против хозяев чемпионата (2:0 в пользу Канады) Люк забил победную шайбу, и его признали второй звездой матча. Позже в турнире Бурдон забил решающий гол в третьем периоде в игре против Соединённых Штатов (2:1 по буллитам в пользу Канады) в полуфинале. Всего защитник забил 2 шайбы и сделал 2 передачи в 6 играх, чем помог своей сборной выиграть вторую золотую медаль подряд.

## Смерть
Бурдон погиб 29 мая 2008 года в Ламеке, Нью-Брансуик, недалеко от своего родного города Шипиган, когда он врезался в тягач с прицепом из-за потери управления над своим мотоциклом (Suzuki GSX-R1000, 2008 года выпуска). Министерство окружающей среды Канады сообщило, что во время аварии в этом районе порывы ветра превышали 50 км / ч. Конная полиция (КККП) заявила, что причиной аварии могла послужить нехватка опыта у Бурдона в управлении мотоциклами.
Агент Бурдона Кент Хьюз заявил, что никогда не знал о увлечении своего клиента мотоциклами. «Я понятия не имел», — объяснял он на CKNW в Ванкувере. «Другой мой клиент, Крис Летанг, рассказал, что Люк поделился с ним, что катался на мотоцикле своего отца с друзьями неделю или две назад. Но только сейчас я узнал, что он себе купил мотоцикл два дня назад». Мариз Бурдон, мачеха Люка, сказала, что он купил мотоцикл примерно за три недели до случившегося. Летанг, близкий друг Бурдона и бывший сосед по комнате во времена юношеского хоккея, хотел купить мотоцикл после того, как Люк рассказал ему о своем; после гибели друга Крис передумал.
АХЛ провела минуту молчания в честь защитника на матче финала Кубка Колдера между «Чикаго Вулвз» и «Уилкс-Барре/Скрантон Пингвинз», который начался через несколько часов после гибели хоккеиста. НХЛ также провела минуту молчания 31 мая перед началом четвёртой игры финала Кубка Стэнли 2008 года между «Питтсбург Пингвинз» и «Детройт Ред Уингз». Во время драфта НХЛ 2008 года руководство «Кэнакс» носило значки с гитарами в память о Бурдоне, потому что он был заядлым гитаристом.
«Кэнакс» на своём первом домашнем матче в сезоне 2008/09 против «Калгари Флэймз» почтили память Бурдона небольшой предматчевой церемонией. Семье Бурдона подарили последнее игровое джерси защитника, возвращенное болельщиком, который выиграл его во время ежегодной благотворительной акции в предыдущем сезоне. После этого группа Tom Cochrane & Red Rider исполнила песню «Big League» во время памятного видео. Болельщикам, присутствовавшим на игре раздали памятные значки, которые владельцы «General Motors Place» носили в течение всего сезона. «Кэнакс» также нанесли инициалы «LB» на свои шлемы в том сезоне в память о своём сокоманднике. На площади Дженерал Моторс была установлена Стена мечты Люка Бурдона.
"Манитоба Мус"почтили Бурдона памятным видео перед первым домашним матчем сезона 2008/09, который состоялся 10 октября 2008 года. Все игроки «Мус» носили майки Bourdon № 4 во время разминки, а на джерси игроков в течение всего сезона были нашивки «# 4 LB». Хоккейная команда старших классов из Нью-Брансуика «Ламек/Шипиган Печерс», также носила памятные нашивки «28 Bourdon» на своих джерси в течение сезона 2008/09. Во время молодёжного чемпионата мира 2009 года сборная Канады почтила Бурдона, надев наклейки LB в своей первой игре. Кроме того, ни один канадский игрок не взял 6 номер, который Бурдон носил в национальной команде, на протяжении предыдущего чемпионата.
В сезоне 2008/09 хоккейный клуб юниорской лиги Квебека «Монктон Уайлдкэтс», где Бурдон играл в сезоне 2006, почтил память хоккеиста, пригласив акадийского певца Ролана Говена из музыкальной группы 1755 сыграть песню «Le monde a bien changé» во время памятного видео. Франшиза подарила семье Бурдон джерси с надписью «Bourdon’s Moncton Wildcats», а также цветы. В течение сезона команда носила нашивку «LB» на своей форме.